# Canto de la Alcachofa (Alacuás)
El Cant de la Carxofa es una representación religiosa que se realiza en varias localidades de la comarca de l'Horta Sud, así como en Vila-real y Caudete (Castilla-La Mancha) y que consiste en la realización de un canto tras una misa y procesión. En Alacuás se celebra los días 8 y 9 de septiembre de cada año en honor de la Virgen del Olivar  y al Cristo de la Buena Muerte respectivamente.
Al finalizar las procesiones, un niño vestido de ángel, dentro de un artefacto con forma de alcachofa elevado unos dos metros del suelo, canta un poema musicado, compuesto en Godella, municipio de l'Horta Nord por Rigoberto Cortina, acompañado de orquesta y coro de voces blancas. Los versos son diferentes pero con la misma música.
Desde el año 2010 está declarada como Fiesta de Interés Turístico Provincial.